# Erval Grande
Erval Grande est une ville brésilienne du nord-ouest de l'État du Rio Grande do Sul.

## Géographie
Erval Grande se situe à une latitude de 27° 23' 27" sud et à une longitude de 52° 34' 15" ouest, à une altitude de 750 mètres. Elle est séparée de l'État de Santa Catarina par le río Uruguay.
Sa population était de 5 294 habitants au recensement de 2007. La municipalité s'étend sur 286 km2.
Elle fait partie de la microrégion d'Erechim, dans la mésoregion du Nord-Ouest du Rio Grande do Sul.